# Onthophagus frugivorus
Onthophagus frugivorus là một loài bọ cánh cứng trong họ Bọ hung (Scarabaeidae).